# Puslespil (eksperimentalfilm)
|  | Denne artikel er oprettet af botten Steenthbot ud fra en ekstern database. Den kan derfor have sproglige fejl eller mangler. Denne skabelon kan fjernes efter kontrol af indholdet. |

Puslespil er en dansk eksperimentalfilm fra 1989 instrueret af Jacob Schou.

## Handling
Experimenterende sammensætning af enkeltbilleder i et bestemt mønster.